# Mézeray
Mézeray is een gemeente in het Franse departement Sarthe (regio Pays de la Loire). De plaats maakt deel uit van het arrondissement La Flèche. Mézeray telde op 1 januari 2022 1.853 inwoners.

## Geografie
De oppervlakte van Mézeray bedroeg op 1 januari 2022 32,95 vierkante kilometer; de bevolkingsdichtheid was toen 56,2 inwoners per km².

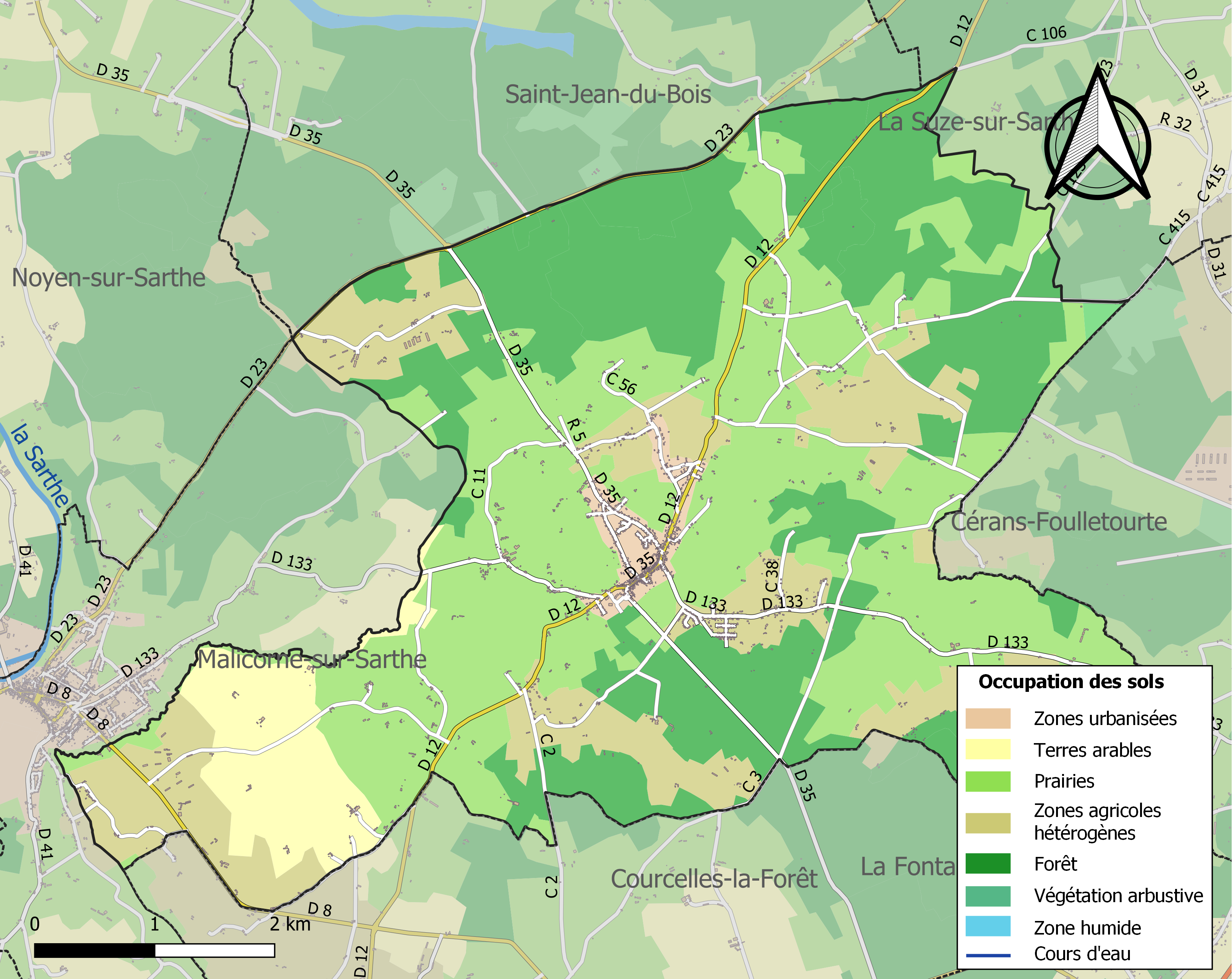
Kaart van de gemeente met de belangrijkste infrastructuur, bodemgebruik en omliggende gemeenten

## Demografie
Onderstaande figuur toont het verloop van het inwonertal (bron: INSEE-tellingen).